# Palazzo Angeli
Palazzo Angeli è un palazzo nobiliare nella città di Rovigo sito nelle vicinanze del castello medioevale. Donato in un lascito testamentale dal conte Domenico Angeli, appartiene dal 1876 al comune, che nel corso degli anni lo ha adibito a educandato, liceo, prefettura e questura. Dopo un lungo periodo di chiusura, completata la fase di restauro nel 2019, è stato riaperto e ospita la sede locale della facoltà di giurisprudenza dell'Università degli Studi di Ferrara.
L'edificio venne realizzato a conclusione di un periodo di grande attività architettonica nella cittadina veneta. L'architetto veronese Francesco Schiavi fu l'autore del progetto, che portò a termine nel 1780, su richiesta del conte Giovanni Battista Angeli, padre di Domenico, nell'antica contrada di San Rocco, a poca distanza dall'omonima chiesa di San Rocco, demolita assieme alle adiacenze nel 1938 per far spazio a Palazzo INA. Si basava sullo stile neoclassico con un retaggio del lavoro di Michele Sanmicheli. Come altri edifici cittadini antecedenti al XX secolo sorti sulla sponda sinistra dell'Adigetto, con l'originario corso che corrisponde all'attuale corso del Popolo, ha la facciata sul lato opposto a quest'ultimo. All'interno sono degni di nota gli affreschi eseguiti dal veneziano Giovanni Battista Canal, nipote del Canaletto, che decorano le stanze del pian terreno e il salone nobile dell'edificio.
Vi soggiornarono Carlo IV di Spagna con Maria Luisa di Borbone-Parma il 17 settembre 1815; Francesco I d'Austria con la moglie Carolina Augusta di Baviera nel marzo 1819; Aleksandra Fёdorovna imperatrice di Russia con la figlia Olga il 7 maggio 1846; Francesco Giuseppe I d'Austria nel dicembre 1856; Giuseppe Garibaldi il 25 febbraio 1867; Umberto I d'Italia il 23 settembre 1882.
Fu sede del Liceo-Ginnasio Statale Celio dal 1876 al 1879.